# Podul de Fier (Timișoara)

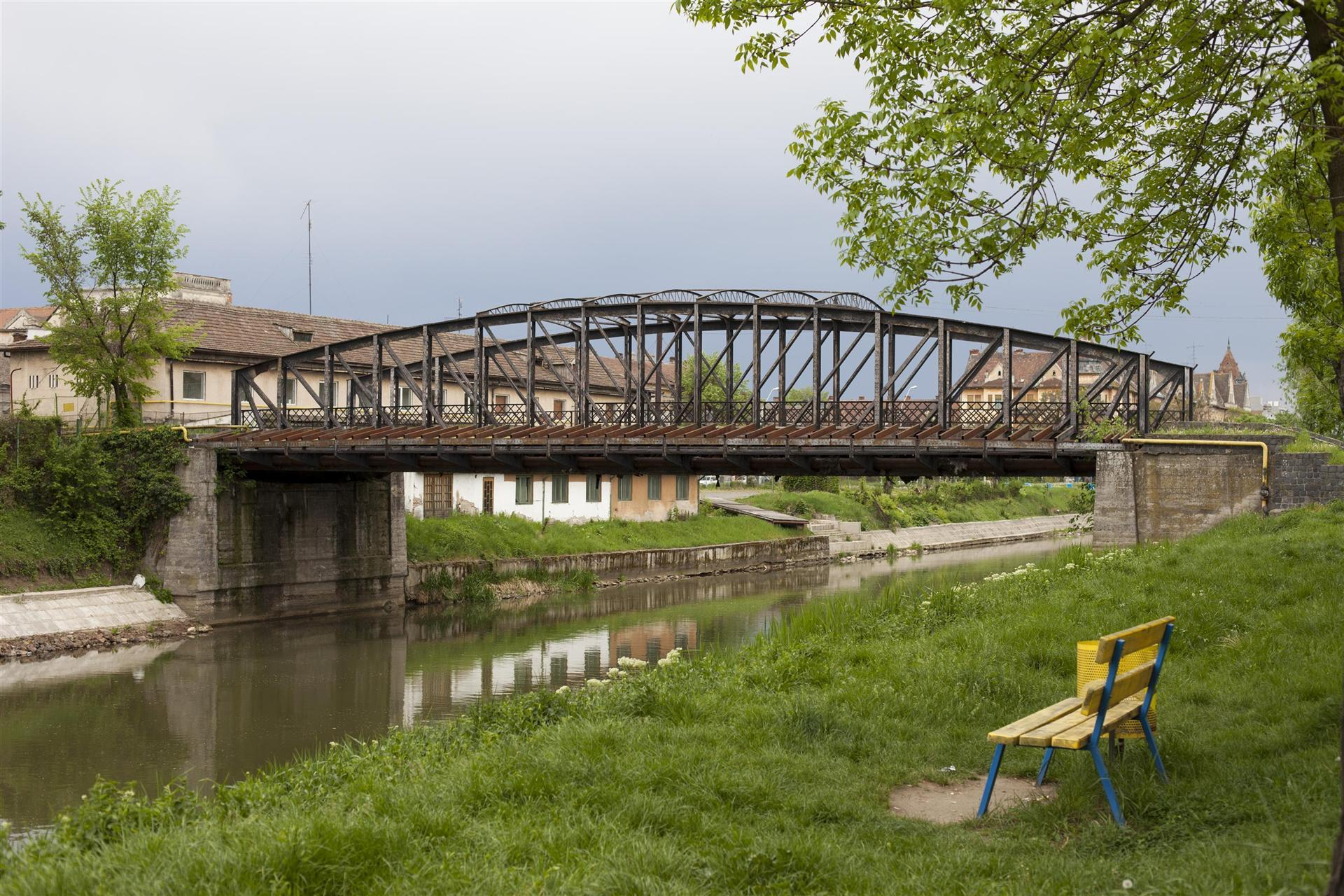
Gesamtansicht

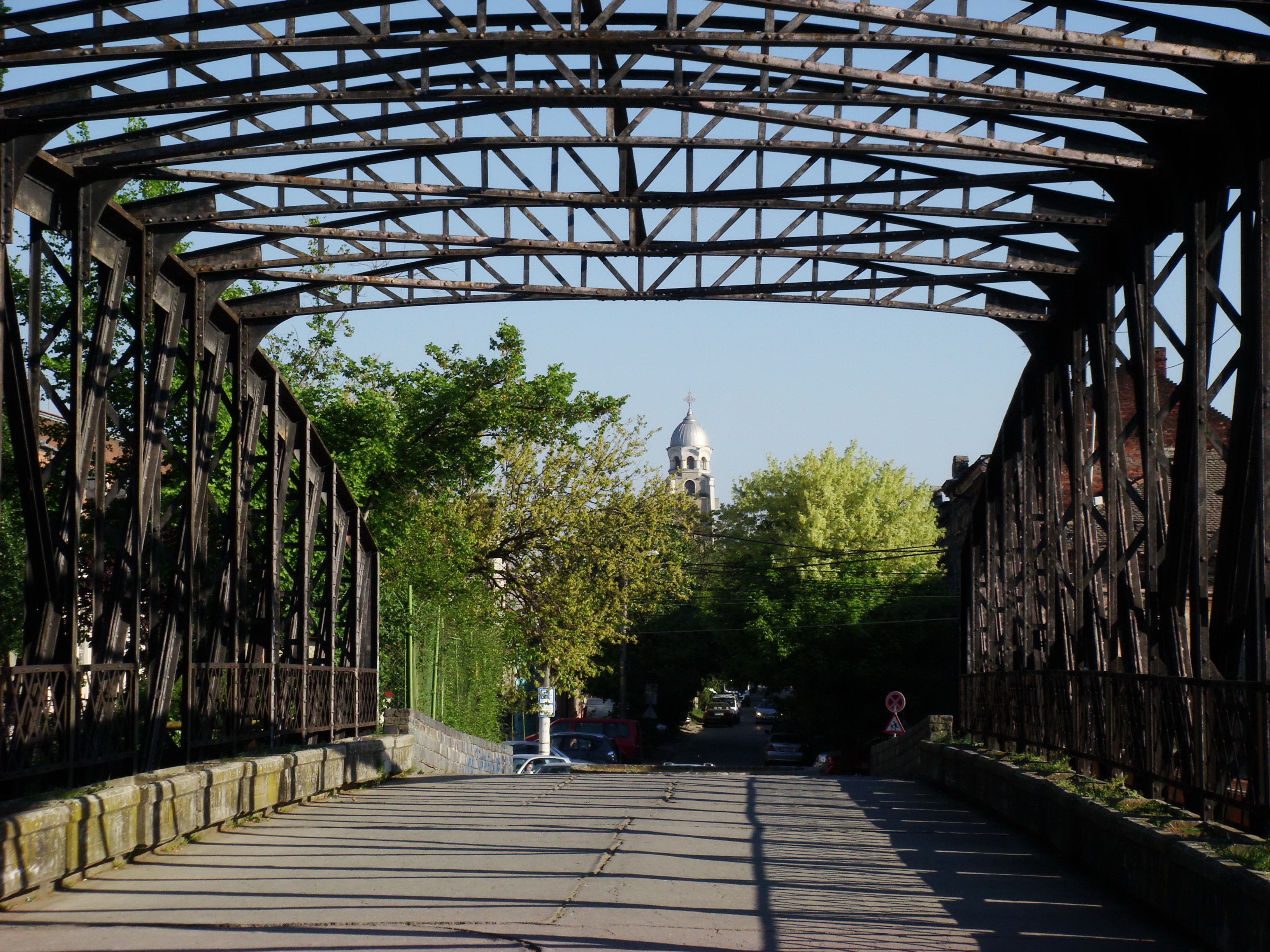
Konstruktionsdetail

Podul de Fier (deutsch Eisenbrücke, ungarisch Közötti híd) ist der Name einer stählernen Fußgängerbrücke in der westrumänischen Stadt Timișoara, welche die Bega überquert. Sie liegt im IV. Bezirk Iosefin und verbindet die Strada Ady Endre mit der Strada Andrei Mureșanu. 

## Geschichte
Mit der zunehmenden Bebauung des Festungsvorlands zu Beginn des 20. Jahrhunderts reichten die vorhandenen Brücken über die Bega nicht mehr aus. Dies galt insbesondere für die östliche Josefstadt, dort gab es zwischen den Brücken Podul Traian und Podul Ștefan cel Mare auf einer Strecke von knapp einem Kilometer keinen Übergang. Als Erstere Brückenkonstruktion schließlich ab 1912 durch eine Betonbrücke ersetzt wurde, nutzte man die Gelegenheit die alte Stahlfachwerkskonstruktion aus dem Jahr 1871 wieder zu verwenden. 
Infolgedessen wurde das 120 Tonnen schwere Bauwerk bis zum 5. April 1913 durch die Österreichisch-ungarische Staatseisenbahngesellschaft aus Reșița abgebaut und etwa 500 Meter flussabwärts bei der ehemaligen Hutfabrik in der Josefstadt am Begaufer zwischengelagert. Bis zum 31. Oktober 1914 wurde das Fundament der Brücke fertiggestellt, doch wurden die weiteren Arbeiten infolge des Ersten Weltkriegs unterbrochen. 
1916 wurde schließlich die ungarische Staatsbahn Magyar Államvasutak mit dem Bau beauftragt. 1917 wurde der Wiederaufbau der Stahlkonstruktion fertiggestellt. Als die Brücke stand, stellte man fest, dass die engen Straßen die Aufschüttung der Zufahrtsrampen nicht erlaubten, weshalb die Brücke bis heute nur über Treppenstufen erreichbar und deshalb nur für Fußgänger nutzbar ist. Die Verlegung der Brücke kostete insgesamt 70.000 Österreichische Kronen.

## Legende
Journalisten verbreiteten in den 1970er-Jahren die sich bis heute hartnäckig haltende Legende, dass die Stahlkonstruktion der hier behandelten Brücke nach einer Zeichnung von Gustave Eiffel, dem Erbauer des Pariser Eiffelturms, errichtet worden wäre. Dieses Gerücht, das auch der Vorgängerkonstruktion der Nachbarbrücke Podul Ștefan cel Mare nachgesagt wird, hat sich jedoch nach Einsicht der Konstruktionspläne nicht bestätigt.

## Alternativnamen
Im Volksmund wird die Brücke nach der Legende aus den 1970er-Jahren auch Podul Eiffel (dt. Eiffelbrücke) genannt, eine weitere Alternativbezeichnung ist Podul Metalic (dt. Metallbrücke). 